# Meleoma beardi
Meleoma beardi is een insect uit de familie van de gaasvliegen (Chrysopidae), die tot de orde netvleugeligen (Neuroptera) behoort. 
Meleoma beardi is voor het eerst wetenschappelijk beschreven door Tauber in 1969.